# 페데리코 카사리니
페데리코 카사리니(이탈리아어: Federico Casarini, 1989년 9월 7일, 카르피 ~ )는 이탈리아의 축구 선수로, 현재 세리에 C의 US 아벨리노 1912에서 뛰고 있다.